# قسم حاجيلار الجنوبي الريفي (مقاطعة تشايبارة)
قسم حاجيلار الجنوبي الريفي (بالفارسية: دهستان حاجیلار جنوبی) هي منطقة سكنية تقع في Hajjilar District في إيران. يقدر عدد سكانها بـ 5,921 نسمة .